# 枇杷島橋站
枇杷島橋站（日语：／ Biwajima-Bashi eki */?）是位於愛知縣西春日井郡西枇杷島町下小田井（現時：愛知縣清須市西枇杷島町橋詰），名古屋鐵道名古屋本線與犬山線的車站。
此條目同時記述其站前身枇杷島停留所（日语：／）和於停留所附近於後年臨時設置的東枇杷島信號所（日语：／）。

## 歷史
作為建設名古屋電氣鐵道郡部線的一部分，建造了庄內川橋。在建造該橋樑前，於庄内川東岸設有枇杷島線的終點站枇杷島停留所。在建造橋樑後，鐵路線延長對面岸（河流的西邊），並且開設了此站。
在車站廢除後，原址變為枇杷島分岔點，沒有改變路軌配置。後來，庄內川橋進行重建，新橋位於靠近上流一方，變為現時名古屋本線的走線。

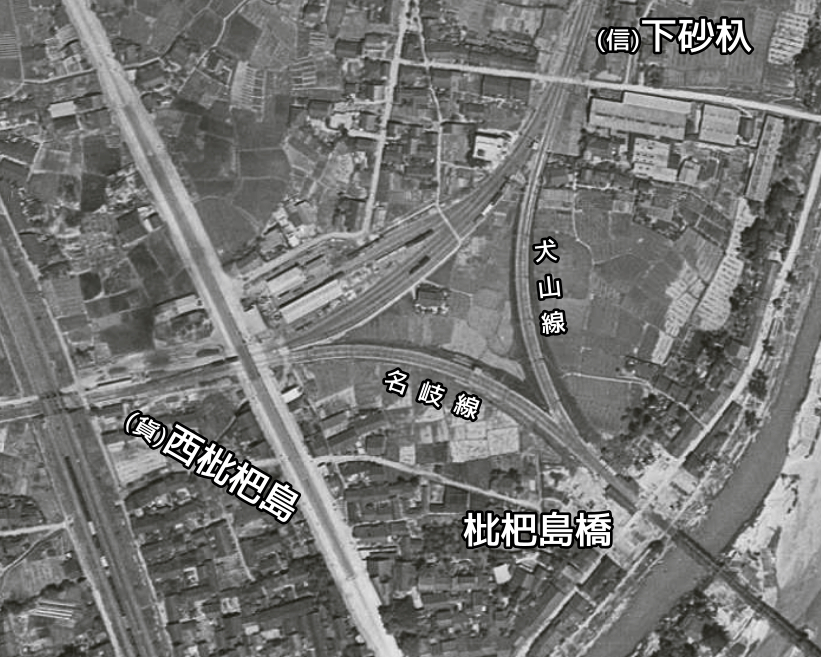
枇杷島橋站與三角線（1946年） 圖片來源：國土交通省「國土圖像情報（彩色航空照片）」
國土地理院地圖、航空照片參閱服務 （页面存档备份，存于）

### 年表
- 1910年（明治43年）
  - 5月6日：名古屋電氣鐵道（日语：名古屋電気鉄道）枇杷島線押切町停留所（日语：押切町駅）至枇杷島停留所之間開通[5]。於庄內川東岸開設枇杷島停留所[3]。當時的該線在軌道條例下定義為軌道線。
  - 8月：在枇杷島停留所加設乘涼設備[5]。
- 1911年（明治44年）2月：開始建設庄內川橋[6]。
- 1912年（明治45年）
  - 3月29日：枇杷島線根據輕便鐵道法（日语：軽便鉄道法），變為一條鐵路線[7]。同日，枇杷島橋站啟用[2]。
  - 6月13日：庄內川橋竣工[8]。
  - 8月6日：一宮線枇杷島橋站（前：枇杷島停留所）至西印田站（日语：西印田駅）之間開通。原本枇杷島線押切町至枇杷島之間的路線名稱與里程變更。改於庄内川西岸設置枇杷島橋站[9][3]。
- 1914年（大正3年）1月23日：津島線枇杷島橋站至新津島站之間開業。成為分岔站[10][11]。
- 1921年（大正10年）7月1日：路線轉讓給（舊）名古屋鐵道[12]。
- 1930年（昭和5年）9月5日：公司改名為名岐鐵道[13]。
- 1935年（昭和10年）
  - 4月29日：名岐線全線開通，實施時間表修正（日语：1986年までの名古屋鉄道ダイヤ改正#1930年代）[14]。開設特急班次行走於押切町站至新岐阜站之間。特急列車停靠枇杷島橋站[15]。
  - 8月1日：與愛知電氣鐵道（日语：愛知電気鉄道）合併，成為名古屋鐵道車站[16]。
- 1938年（昭和13年）5月6日：上年開始建設新名古屋至枇杷島橋之間的新線（笹島線）。當日起，開始建設從笹島起點1.9公里處至新舊分岔處（東枇杷島信號所）之間的笹島線[17]。
- 1941年（昭和16年）
  - 8月：笹島線竣工。在9日，開始試驗通電（600伏特電壓）[18]。
  - 8月11日：在上午9時起開始試車，行走於新名古屋站至東枇杷島站之間。在尾班車通過後，開始在東枇杷島信號所進行新舊線交換作業[19]。
  - 8月12日：新名古屋站至枇杷島橋站（東枇杷島信號所）之間開通[20]。柳橋站（日语：柳橋駅 (愛知県)）至枇杷島橋站（東枇杷島信號所）之間廢除[21][22]。新開通區間與枇杷島橋站至須口站之間的路線名稱定為名岐線[21]，枇杷島橋站至岩倉站之間的路線名稱定為犬山線[23]。使枇杷島橋站成為名岐線和犬山線的分岔站。同日實施時間表修正（日语：1986年までの名古屋鉄道ダイヤ改正#1940年代），特急通過此站[22]。
- 1948年（昭和23年）5月16日：豐橋站至新岐阜站之間的名古屋本線開始東西直通運輸。使此站變為名古屋本線和犬山線的車站[24]。
- 1949年（昭和24年）8月1日：車站被廢除。變為枇杷島分岔點。由西枇杷島站取代此站，該站重新開設客運業務。枇杷島分岔點與下砂杁信號場編入至西枇杷島站內[25]。

## 車站構造
車站為地面車站，設有2面2線的相對式月台。現時枇杷島分岔點中，名古屋本線和犬山線的轉轍器呈「Y」型。在枇杷島橋站時代為呈「卜」，名古屋本線是直線，犬山線是分岔出來的。
車站與庄內川橋之間設有斜坡區間（40 ‰）。車站範圍夾在分岔點與河邊之間，加上由於車站範圍外設有平交道，因此未有空間把車站擴展。因此，便把此站廢除，由西枇杷島站取代並把該站擴展。

### 配線圖
|                 | ↑ 名岐線 新名古屋方向                         |                                   |
|                 | 枇杷島橋站、西枇杷島站 站內配線略圖（1943年） | → 名岐線 新岐阜、 清洲、 津島方向 |
|                 | ↓ 犬山線 東一宮、犬山方向                     |                                   |
| 图例 参考文献： |                                               |                                   |

## 使用狀況
根據《愛知縣統計書》，以下為一年間上下車人次和行李處理量：
| 年度     | 乘車人次（人） | 下車人次（人） | 發送貨物       | 發送貨物    | 到達貨物       | 到達貨物    | 參考資料 |
| 年度     | 乘車人次（人） | 下車人次（人） | 小型行李（斤） | 貨物 (公噸) | 小型行李（斤） | 貨物 (公噸) | 參考資料 |
| -------- | -------------- | -------------- | -------------- | ----------- | -------------- | ----------- | -------- |
| 1914年度 | 176,989        | 174,790        | 25,345         | 1,444       | ?              | ?           | [ 27 ]   |
| 1915年度 | 152,975        | 151,586        | 24,993         | 1,099       | ?              | ?           | [ 28 ]   |
| 1916年度 | 155,874        | 152,276        | 30,526         |             | ?              | ?           | [ 29 ]   |
| 1917年度 | 181,637        | 176,257        | 38,821         |             |                |             | [ 30 ]   |
| 1918年度 | 206,304        | 192,583        | 34,445         |             |                |             | [ 31 ]   |
| 1919年度 | 238,172        | 210,138        | 32,896         |             | ?              | ?           | [ 32 ]   |
| 1920年度 | 281,795        | 262,241        | 30,489         |             | ?              |             | [ 33 ]   |
| 1921年度 | 269,923        | 253,444        | 753,233        | 20,820      | ?              |             | [ 34 ]   |
| 1922年度 | 309,524        | 290,819        | 16,812         |             |                |             | [ 35 ]   |

| 年度     | 乘車人次（人） | 下車人次（人） | 發送貨物       | 發送貨物    | 到達貨物    | 參考資料 |
| 年度     | 乘車人次（人） | 下車人次（人） | 小型行李（斤） | 貨物 (公噸) | 貨物 (公噸) | 參考資料 |
| -------- | -------------- | -------------- | -------------- | ----------- | ----------- | -------- |
| 1923年度 | 296,676        | 275,200        | 14,893         |             |             | [ 36 ]   |
| 1924年度 | 309,500        | 288,699        | 14,971         |             |             | [ 37 ]   |
| 1925年度 | 289,977        | 269,806        | 15,417         |             |             | [ 38 ]   |
| 1926年度 | n/a            | n/a            | n/a            | n/a         | n/a         | [ 39 ]   |
| 1927年度 | 278,525        | 255,739        | 20,320         |             |             | [ 40 ]   |
| 1928年度 | 258,830        | 237,621        | 15,065         |             |             | [ 41 ]   |
| 1929年度 | 267,094        | 244,861        | 15,896         | 4,029       | 1,201       | [ 42 ]   |
| 1930年度 | 244,670        | 299,275        | 15,780         |             |             | [ 43 ]   |

| 年度     | 乘車人次（人） | 下車人次（人） | 發送貨物         | 發送貨物    | 到着貨物    | 參考資料 |
| 年度     | 乘車人次（人） | 下車人次（人） | 小型行李（公斤） | 貨物 (公噸) | 貨物 (公噸) | 參考資料 |
| -------- | -------------- | -------------- | ---------------- | ----------- | ----------- | -------- |
| 1931年度 | 197,833        | 183,762        | 8,715            |             |             | [ 44 ]   |
| 1932年度 | 197,354        | 183,865        | 6,394            |             |             | [ 45 ]   |
| 1933年度 | 187,259        | 167,580        | 6,394            |             |             | [ 46 ]   |
| 1934年度 | 186,991        | 171,632        | 8,147            |             |             | [ 47 ]   |
| 1935年度 | 161,422        | 152,520        | ?                |             |             | [ 48 ]   |
| 1936年度 | 237,531        | 206,151        | ?                |             |             | [ 49 ]   |
| 1937年度 | 225,360        | 208,486        | ?                |             |             | [ 50 ]   |
| 1938年度 | 231,772        | 210,793        | ?                |             |             | [ 51 ]   |
| 1939年度 | 261,418        | 198,641        | ?                |             |             | [ 52 ]   |
| 1940年度 | 296,307        | 259,822        | ?                |             |             | [ 1 ]    |

## 枇杷島停留所

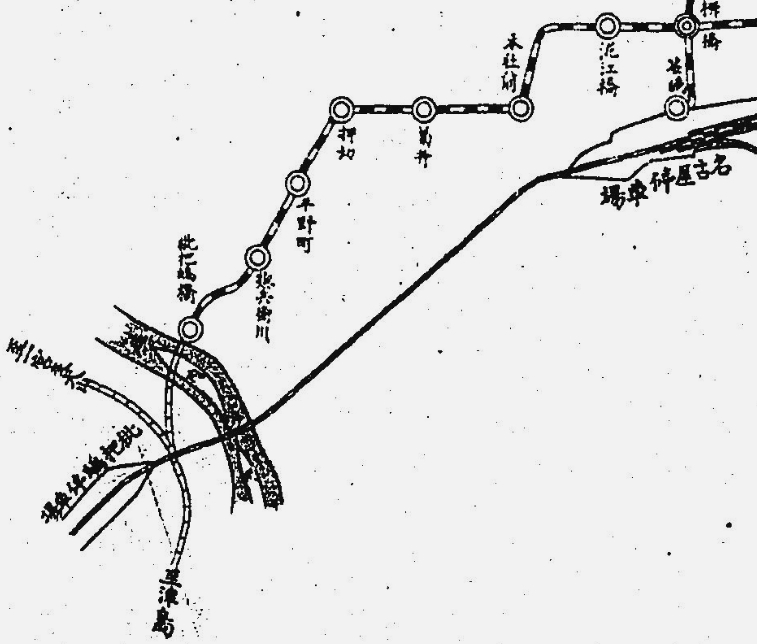
枇杷島線路線圖（ 《名古屋港案內》、1912年）。圖中可看見「枇杷島橋」。

枇杷島線是名古屋電氣鐵道首條軌道路線。其終點是在庄內川東岸的枇杷島停留所，於1910年（明治43年）5月6日開設。具體的位置詳明，推斷是在現時名古屋市立枇杷島小學附近。
枇杷島線與建設中的郡部線（一宮線、犬山線、津島線）當初是受軌道條例批准經營。在輕便鐵道法實行後，名古屋電氣鐵道認為該法會更好，因此在1912年（明治45年）3月，名古屋電氣鐵道根據輕便鐵道法取得許可。在1912年（明治45年）3月29日為枇杷島橋站啟用日，也是枇杷島線變為輕便鐵道法下的路線。當時由於庄內川橋還未完成。因此在庄內川東岸還是設有枇杷島停留所。
庄內川橋在同年6月完成，在8月一宮線和犬山線開通。枇杷島線變為一宮線的一部分。同日同時改變里程和車站名稱。在庄內川西岸（橋西邊）設置枇杷島橋站，此站與東枇杷島站之間並沒有設站。枇杷島停留所所位處的庄內川東岸（橋東邊）未有設站。

## 東枇杷島信號所

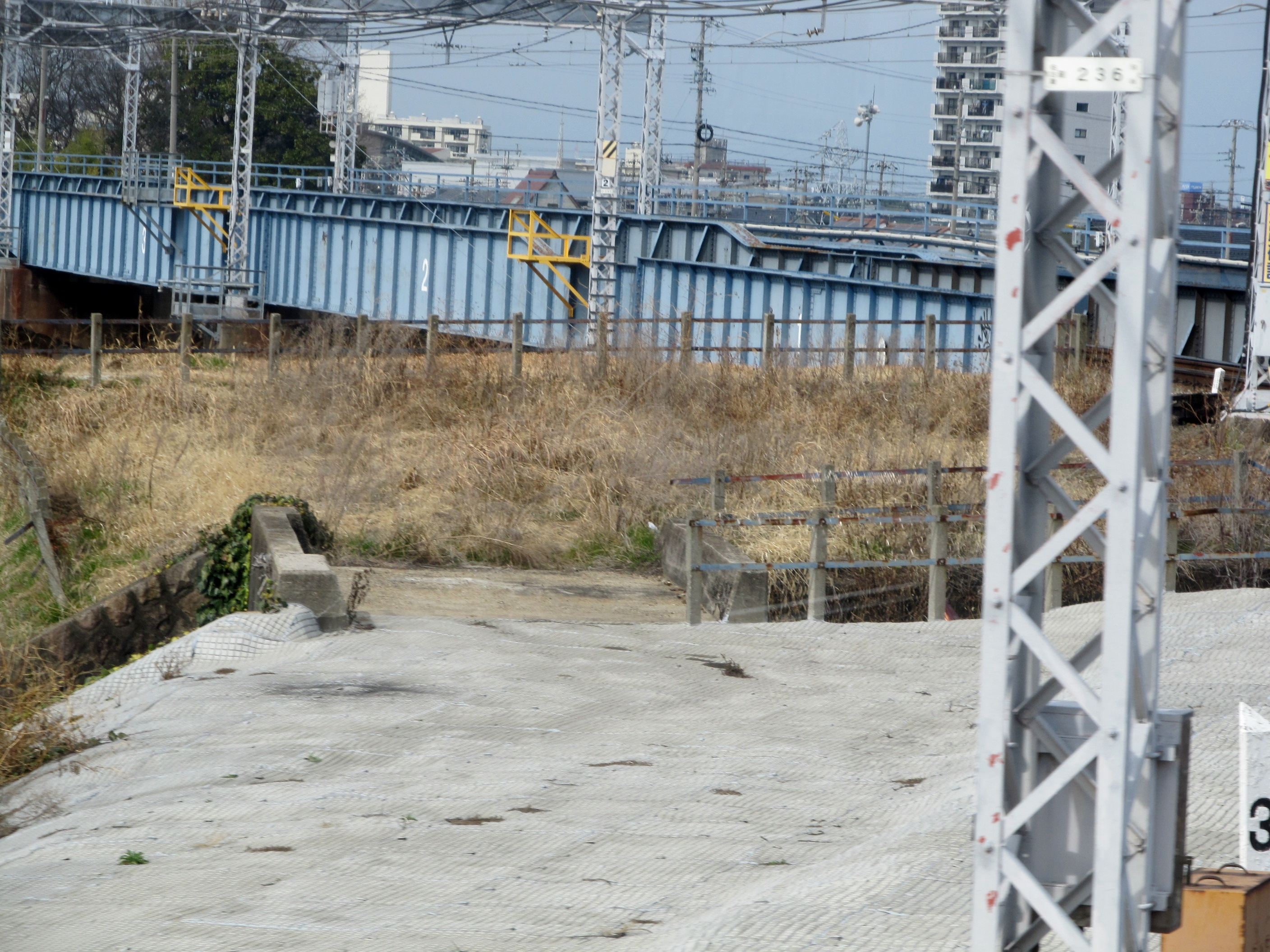
在信號所側線上敷設了混凝土橋

在枇杷島停留所靠近庄內川橋東邊附近設有分岔點，分別前往押切町站方向的舊線和新名古屋站（現時：名鐵名古屋站）方向的新線（笹島線）。該分岔點處設有一座號誌站，名為東枇杷島信號所。在號誌站內，新舊線分岔處設有短的側線。在1941年（昭和16年）8月11日尾班車後完成新舊路線交替後，此號誌站的使命也完結了。
現時，於現有鐵路線旁還可看見單線混凝土橋，該橋曾經是東枇杷島信號所的側線。

## 相鄰車站
所屬路線與相鄰車站取自營業時代。
名古屋鐵道
名古屋本線
■特急、■急行、■準急
通過
■普通
東枇杷島－枇杷島橋－（（貨）西枇杷島）－二杁
犬山線
■特急、■急行
通過
■普通
枇杷島橋駅－（下砂杁信號場）－下小田井

## 注腳
1. 1 2  《愛知縣統計書. 昭和15年 第1編 土地、戸口、其他》、（國立國會圖書館數碼化收藏）
2. 1 2 3  《鉄道停車場一覧. 昭和12年10月1日現在》（日語）（國立國會圖書館數碼化收藏）
3. 1 2 3 4 5  沢田 1986，第98頁.
4. 1 2 3 4  沢田 1986，第106頁.
5. 1 2  名古屋鉄道 1961，第728頁.
6. ↑  名古屋鉄道 1961，第52頁.
7. ↑  「軽便鉄道指定」《官報》1912年3月29日（日語）（國立國會圖書館數碼化收藏）
8. 1 2  名古屋鉄道 1961，第730頁.
9. 1 2 3  「軽便鉄道運輸開始並停車場名称、哩程変更」《官報》1912年9月11日（國立國會圖書館數碼化收藏）
10. ↑  「軽便鉄道運輸開始」 1914年1月30日（日語）
11. ↑  名古屋鉄道 1961，第732頁.
12. ↑  名古屋鉄道 1961，第740頁.
13. ↑  名古屋鉄道 1961，第754頁.
14. ↑  名古屋鉄道 1994，第956頁.
15. ↑  沢田 1986，第103頁.
16. ↑  名古屋鉄道 1961，第760頁.
17. ↑  名古屋鉄道 1961，第762頁.
18. ↑  名古屋鉄道 1994，第195頁.
19. ↑  名古屋鉄道 1961，第234頁.
20. ↑  「地方鉄道運輸開始」《官報》1941年8月20日（國立國會圖書館數碼化收藏）
21. 1 2  名古屋鉄道 1994，第964頁.
22. 1 2  沢田 1986，第104頁.
23. ↑  名古屋鉄道 1994，第744頁.
24. ↑  名古屋鉄道 1961，第776頁.
25. ↑  名古屋鉄道 1961，第778頁.
26. ↑  清水武，田中義人《名古屋鉄道車両史 上巻》，Alpha Beta Books，2019年，p.180，ISBN 978-4865988475
27. ↑  《愛知縣統計書. 大正3年》軽便鉄道ノ四、軽便鉄道ノ六（國立國會圖書館數碼化收藏）
28. ↑  《愛知縣統計書. 大正4年》軽便鉄道ノ四、軽便鉄道ノ六（國立國會圖書館數碼化收藏）
29. ↑  《愛知縣統計書. 大正5年》軽便鉄道ノ四、軽便鉄道ノ六（國立國會圖書館數碼化收藏）
30. ↑  《愛知縣統計書. 大正6年》、（國立國會圖書館數碼化收藏）
31. ↑  《愛知縣統計書. 大正7年》、（國立國會圖書館數碼化收藏）
32. ↑  《愛知縣統計書. 大正8年 第1編》、（國立國會圖書館數碼化收藏）
33. ↑  《愛知縣統計書. 大正9年 第1編》、（國立國會圖書館數碼化收藏）
34. ↑  《愛知縣統計書. 大正10年 第1編》、（國立國會圖書館數碼化收藏）
35. ↑  《愛知縣統計書. 大正11年 第1編》、（國立國會圖書館數碼化收藏）
36. ↑  《愛知縣統計書. 大正12年 第1編》、（國立國會圖書館數碼化收藏）
37. ↑  《愛知縣統計書. 大正13年》、（國立國會圖書館數碼化收藏）
38. ↑  《愛知縣統計書. 大正14年 第1編》、（國立國會圖書館數碼化收藏）
39. ↑  《愛知縣統計書. 大正15年・昭和元年 第1編》、（國立國會圖書館數碼化收藏）
40. ↑  《愛知縣統計書. 昭和2年 第1編》、（國立國會圖書館數碼化收藏）
41. ↑  《愛知縣統計書. 昭和3年 第1編》、（國立國會圖書館數碼化收藏）
42. ↑  《愛知縣統計書. 昭和4年 第1編》、（國立國會圖書館數碼化收藏）
43. ↑  《愛知縣統計書. 昭和5年 第1編》、（國立國會圖書館數碼化收藏）
44. ↑  《愛知縣統計書. 昭和6年 第1編》、（國立國會圖書館數碼化收藏）
45. ↑  《愛知縣統計書. 昭和7年 第1編》、（國立國會圖書館數碼化收藏）
46. ↑  《愛知縣統計書. 昭和8年 第1編》、（國立國會圖書館數碼化收藏）
47. ↑  《愛知縣統計書. 昭和9年 第1編 土地、戸口、其他》、（國立國會圖書館數碼化收藏）
48. ↑  《愛知縣統計書. 昭和10年 第1編》、（國立國會圖書館數碼化收藏）
49. ↑  《愛知縣統計書. 昭和11年 第1編》、（國立國會圖書館數碼化收藏）
50. ↑  《愛知縣統計書. 昭和12年 第1編》、（國立國會圖書館數碼化收藏）
51. ↑  《愛知縣統計書. 昭和13年 第1編》、（國立國會圖書館數碼化收藏）
52. ↑  《愛知縣統計書. 昭和14年 第1編》、（國立國會圖書館數碼化收藏）
53. ↑  名古屋鉄道 1994，第52頁.
54. ↑  名古屋鉄道 1994，第80頁.
55. ↑  沢田 1986，第105頁.